# Georges Charaudeau
Pour les articles homonymes, voir Charaudeau.
Georges Charaudeau, né le 23 juin 1901 à Châtellerault et mort le 9 décembre 1990 à Pau, était un journaliste, dirigeant d'entreprise, espion et résistant français. Il est notamment connu pour avoir été l'un des tout premiers résistants de la Seconde Guerre mondiale et pour avoir créé et mené le réseau Alibi dans la résistance intérieure française.
Il est également connu dans la vie civile pour avoir contribué au développement du sport automobile français, en dirigeant plusieurs médias, associations et fédérations sportives, et en ayant élaboré la version contemporaine du Grand Prix automobile de Pau en 1933.

## Biographie

### Début de l'engagement dans la résistance
Catholique pratiquant, Georges Charaudeau adhère quelque temps au parti des démocrates chrétiens, le MRP. Il côtoie alors les grands ténors de la politique de l'époque, mais voulant préserver sa faculté de jugement, il gardera ses distances. Il  travaille d'abord avec son père dans une entreprise alimentaire.
En 1930, Charaudeau, passionné de compétition automobile et membre de l'Automobile Club basco-béarnais, contribue à la venue du Grand Prix de France dans sa ville de Pau. Il est finalement promu secrétaire général de l'ACBB et se sert des rues de Pau pour élaborer un nouveau circuit censé accueillir la deuxième édition du Grand Prix de Pau en 1933.
Parallèlement à ces activités, il fera paraître dans la presse des articles traitant de la condition humaine et de la liberté. En 1936, son attachement à la liberté et sa répugnance pour les dictatures vont, en raison de ses relations dans le milieu politique, l'amener à accepter des missions de renseignement pour les Services de Renseignement français (2e Bureau). Il rencontre en Espagne, où il avait des attaches, des membres de l'Intelligence Service britannique (IS) qui lui proposent de créer un service de renseignement, à la fois sur la France et sur l'Espagne. Ainsi est né, après l'armistice du 22 juin 1940, le réseau Alibi, qui envoie de 1940 à 1944 des renseignements à l’Intelligence Service britannique.

### Carrière après la libération
Ami d'Edmond Michelet, qui fermera les yeux de son père, déporté à Dachau, il entrera, à la Libération, comme chargé de mission, à son cabinet au ministère de la Guerre, puis auprès de différents ministres des Anciens Combattants.
Jusqu'en 1960, il aura de multiples activités, tant sur le plan professionnel qu'extra-professionnel : administrateur du journal L'Équipe ; membre de divers conseils d'administration, comme celui de l'Air liquide ; Secrétaire général puis vice-président de la Fédération française du sport automobile (FFSA), et à ce titre assurera l'organisation des différents Grands Prix de Formule 1 auprès des écuries de course (Maserati, Ferrari, Gordini, etc.), ainsi que les Grands Prix de Motos. En 1960, il entre aux "Petites Affiches" comme directeur général du Syndicat de la Presse Judiciaire, et sera nommé, quelque temps après, Secrétaire Général du Syndicat de la Presse Judiciaire, ce qui lui donnera l'occasion de participer activement à la réforme du code sur les sociétés commerciales.

### Retraite
En 1975, il prend sa retraite dans sa ville d'enfance, Pau, où il décédera en décembre 1990. Ce catholique traditionaliste et humaniste fut un patriote qui ne toléra « aucune complaisance ».